# Müncheni repülőtéri katasztrófa
A müncheni légi katasztrófa 1958. február 6-án történt, amikor a British European Airways 609-es számú járata a München-Riem repülőtéren végzetes kimenetelű balesetet szenvedett.
A Manchester United futballcsapata az FK Crvena zvezda elleni Bajnokcsapatok Európa-kupája mérkőzésről tartott hazafelé, mikor Münchenben bekövetkezett a tragédia. A gép a tankolás után, harmadszori próbálkozás után sem tudott felszállni a kásás jéggel borított futópályáról, egy kerítésnek rohant, kettétört, majd kigyulladt. A tragédiában 23 ember, köztük nyolc labdarúgó életét követelte.
Az ezt követő egy évtizedben Anglia legsikeresebb klubcsapatának a semmiből kellett új csapatot építenie, a szerencsétlenséget túlélő Matt Busby azonban a jórészt saját nevelésű fiatalokból álló csapatával megnyerte az 1967–1968-as bajnokcsapatok Európa-kupája sorozatot, az angol futball első európai klubtrófeáját megszerezve. Annak a csapatnak a ma már legendássá vált George Besten és Denis Lawn kívül tagja és csapatkapitánya volt a müncheni borzalmakat túlélő Bobby Charlton is.
A tragédia dátuma a mai napig az angol és a világfutball egyik legszomorúbb dátuma, az évek során az elhunytak emlékére számos módon állítottak emléket. A Manchester United minden évben megemlékezik az elhunyt nyolc labdarúgóról, illetve a klub munkatársairól, valamint a személyzet tagjairól. Az Old Traffordon emlékplakettet és emlékórát, Münchenben, nem messze a szerencsétlenség helyszínétől márványtáblát illetve emlékteret avattak, Belgrádban pedig a játékosok és a klub küldöttségét elszállásoló hotelben alakítottak ki kegyhelyet. A nyolc elhunyt futballista emlékét Manchesterben utcák, míg a talán legnagyobb népszerűségnek örvendő Duncan Edwards nevét szülővárosában utca, iskola és Manchesterben idősek otthona őrzi.
Számos más módon is emléket állítottak a szörnyű eseménynek, a 40. illetve az 50. évfordulón is emlékmérkőzést játszottak. Zenei mű, televíziós sorozat, dokumentumfilm és 2011-ben a United című tévéfilm is feldolgozta a tragédia eseményeit.

## Előzmények
Az UEFA 1955 áprilisában hozta létre a ma Bajnokok Ligája néven ismert kupasorozat elődjét, a Bajnokcsapatok Európa-kupáját, amelyben akkor még csak az európai bajnokságok bajnokcsapatai vettek részt. Az első kiírás az 1955–56-os idényben volt. A következő, 1956–57-es idényben regnáló bajnokként a Chelsea indulhatott volna a kupában, azonban ők nem kaptak engedélyt az angol ligától, így a Manchester Unitednek jutott a részvételi lehetőség. Először az angol liga tőlük is megtagadta volna a indulást, azonban Matt Busby és Harold Hardman közbenjárásának, illetve eltökéltségének köszönhetően a United lett az első klub, amely Angliát, illetve az Egyesült Királyságot képviselhette a nemzetközi porondon.
A „Busby Bébiknek” nevezett, jórészt tehetséges fiatalokból álló csapat egészen az elődöntőig jutott, ahol kikapott a későbbi kupagyőztes Real Madridtól. A hazai bajnokságot a következő szezonban megnyerték, így az 1957–58-as európai kupában már az egyik favoritként indulhattak. Mivel a hazai bajnoki mérkőzéseket hétvégente, a kupaküzdelmeket pedig hétköznap rendezték, a manchesteri klub játékosainak és alkalmazottainak repülőgéppel kellett utazniuk egyik helyszínről a másikra, bármennyi kockázatot is rejtett ez a helyzet abban az időben.
Az első két fordulóban az ír Shamrock Rovers és a csehszlovák FK Dukla Praha kiejtése után a negyeddöntőben a jugoszláv FK Crvena zvezda volt a következő ellenfél. 1958. január 14-én az Old Traffordban a Manchester United 2:1-re diadalmaskodott, és a február 5-ei visszavágóra ők utaztak Jugoszláviába. Mivel az előző fordulóban a menetrendszerű járaton az angliai köd miatt nehezen, kitérőkkel jutottak vissza Prágából Manchesterbe, ezúttal különgépet béreltek. A visszavágón elért 3:3-as döntetlennel kiharcolták a továbbjutást, majd még aznap visszaindultak Manchesterbe. Belgrádból egy órás késéssel indultak, majd 13:15-kor a gép tankolás céljából leszállt Münchenben.

## A gép és a személyzet
A szerencsétlenül járt repülőgép egy hatéves Airspeed Ambassador 2 volt, 1952-ben készült, és ugyanebben az évben szállították a BEA-nak (British European Airways).
A pilóta James Thain kapitány, egykori RAF-repülőszázados volt. Korábban őrmesteri, később zászlós rangban szolgált a hadseregnél. Sürgősségi átképzés után 1944 áprilisában, majd szeptemberében megbízott pilótaként szolgált, 1948 májusában léptették elő századossá. 1952-ben szerelt le a légierőtől, és a BEA légitársaságnál helyezkedett el.
Kenneth Rayment másodpilóta szintén korábbi repülőszázados, aki részt vett a második világháború légi ütközeteiben. 1941-ben léptették elő őrmesternek, és egy év múlva vezényelték a frontra. Még abban az évben öt német és egy olasz gépet lőtt ki, amiért júliusban kitüntették. 1945-től Kairóban dolgozott két évig a BOAC légitársaságnál, majd 1947-től a BEA állományában volt, Viking, Dakota és „Elizabethan” kategóriájú Airspeed Ambassador gépekkel repült.

## Az események
A gépet Belgrádba Thain vezette, de azt az onnan való hazatérés előtt átadta Rayment másodpilótának. A müncheni tankolás után, február 6-án délután 14:19-kor adta meg az irányírótorony a felszállási engedélyt, ami 14ː31-ig volt érvényes. Rayment megszakította a műveletet, miután Thain észlelte, hogy a nyomásmérő furcsán ingadozik, illetve a motor is zörgő hangot adott ki gyorsítás közben. Három perccel később újabb felszállási kísérlet következett, de azt 40 másodperc után ugyancsak műszaki okok miatt félbeszakították. Az utasok ezután elhagyták a repülőt, és mivel időközben erősen havazni kezdett, a személyzet is várakozni kényszerült. Úgy tűnt, aznap már nem indulnak útnak, és Duncan Edwards a következő táviratot továbbította házvezetőjének Manchesterbe: „Minden járatot töröltek, holnap repülünk. Duncan.”
Időközben Thain kapitány, aki a szoros menetidő miatt aggódott, tájékoztatta Bill Black állomásmérnököt a baloldali hajtómű kompresszorának nyomásingadozásáról, aki azt javasolta, hogy mivel a gázkar sokkal finomabb működtetése sem hozott eredményt, a repülőgépnek éjszakára ott kell maradnia finombeállítás céljából. Thain azonban úgy kalkulált, hogy ha még finomabb gázadással próbálnak meg felszállni, annak az 1,2 mérföld (1,93 km) hosszúságú felszálló pálya miatt így is elégnek kell lennie, még lassabb sebességnél és alacsonyabb kezdeti röppálya esetén is. Negyedórás várakozás után az utasokat visszahívták a gépre.
Néhány játékosnak rossz előérzete volt, Billy Whelan például azt mondta: „Lehet, hogy ez lesz a halálunk, de én készen állok”. Mások, így Duncan Edwards, Tommy Taylor, Mark Jones, Eddie Colman és Frank Swift a gép hátsó felén foglaltak helyet, gondolván, hogy ott nagyobb biztonságban vannak. Miután mindenki a fedélzeten volt, 14:56-kor a gép újra elindult, immáron megkezdve a harmadik felszállási kísérletet. A műszerek ellenőrzése után 15:02-kor Thain és Rayment megkezdték a manővert, majd egy perc múlva a műszerek és a motorok vibrálásáról értesítették az irányítást.
Rayment lassan előre nyomta a gázkart, és Bill Rodgers rádión jelezte a toronynak, hogy elindultak. A gép felgyorsult a latyakos hóban. Thain fokozatosan növelte a sebességet; 85 csomónál a bal oldali motor fordulatszáma megugrott, ezért Thain pillanatra enyhén visszaengedte a bal oldali gázkart, majd újra előretolta, növelve a tolóerőt. Amint a gép elérte a 117 csomós (217 km/órás) sebességet, bejelentette a „V1”-et (ez az a sebesség, ahol már a művelet megszakítása nem biztonságos), és Rayment várta a „V2”-jelzést (119 csomós, 220 km/órás sebesség, ez az a minimális sebesség, aminél a repülőgép el tud emelkedni a földtől). A sebesség nőtt, majd 117 csomóról hirtelen 112 csomóra (207 km/órára) esett vissza, majd tovább csökkent 105 csomóra (194 km/ó). Rayment ekkor ezt kiáltotta: „Jézusom, nem tudunk felszállni!”, Thain pedig felnézett, tehetetlenül, hogy mi vár rá.
A repülőgép a kifutópálya végén lecsúszott, átszakított egy kerítést, majd bal szárnyával egy közelben lévő családi háznak ütközött. Az ott lakó férfi és legidősebb lánya távol volt, míg a feleségének és három másik gyerekének sikerült elmenekülnie, mielőtt a ház lángra kapott. A gép farokrésze kiszakadt, a pilótafülke bal felével pedig egy fának csapódott. A törzs jobb oldalával egy fakunyhónak csapódott, egy benne álló teletankolt teherautó felrobbant az ütközéstől. A repülőgép kigyulladt, húsz ember vesztette a helyszínen életét, hárman a kórházban hunytak el.
A becsapódás után, látva, hogy lángol a gép, Thain félve, hogy felrobbannak, távozásra szólította fel a legénységet, és ő maga is kimászott az ablakon. Rayment beszorult, így azt mondta, Thain menjen nélküle, a kapitány azonban két tűzoltó készülékkel visszament oltani a tüzet, illetve társát kiszabadítani.
Eközben az utastérben Harry Gregg kapus magához tért, bár később úgy emlékezett vissza, hogy azt hitte halott, és érezte, vér ömlik a fejéből. Sikerült a gép tetején kiszabadítania magát és elhagyni a lángoló roncsot, majd néhány utast is sikerült kimentenie a gépből.

## Vizsgálat
Bár először a baleset okozójának a pilótát tartották, később úgy értékelték, hogy annak fő oka a latyakos kifutópálya volt, ami lelassította a gépet, és nem tette lehetővé a biztonságos felszállási sebesség elérését. Felszállás közben a repülőgép 117 csomós (217 km/órás) sebességet ért el, de a kifutópálya latyakjában ez 105 csomós (194 km/órás) sebességre esett vissza, ami viszont már kevés volt ahhoz hogy a gép elemelkedjen, miközben már nem volt elég hely a felszállópálya végéig a biztonságos megálláshoz. A gyorsításkor az orrfutómű már elemelkedett, de amikor a fő futóművet lelassította a latyak, a keletkező forgatónyomaték a gép orrát lefelé nyomta így az orrfutómű is belenyomódott a latyakba, amitől a gép tovább lassult, és végleg meghiúsult az elemelkedés.
A vizsgálatok eredményei ellenére a hatóságok a balesetet túlélő Thain kapitányt vádolták, mondván jeges szárnyakkal próbált meg felszállni, holott a vizsgálatok ennek ellenkezőjét bizonyították.
Ez volt a német hatóságok hivatalos verziója, újságcikkeket is közöltek a rommá tört „jeges szárnyú”, kiégett repülőgépről, szemben számos szemtanú véleményével, akik nem láttak jeget. Thain kapitány az 1968-ig tartó bírósági eljárás során végül tisztázta magát a vádak alól, és a baleset után visszavonultan élt otthonában, ahol baromfitelepet üzemeltetett. 1975-ben szívroham következtében hunyt el, 53 évesen.

## A tragédia utáni évek
A később lovaggá ütött menedzser, Matt Busby túlélte a tragédiát, hetvenkét napig küzdött az életéért az orvosokkal együtt, ez idő alatt kétszer is feladták neki az utolsó kenetet. A tragédia másik túlélője Bobby Charlton volt.
A müncheni légi szerencsétlenség ellenére a United tizenhárom nappal később pályára lépett a Sheffield Wednesday ellen, az FA-kupa ötödik fordulójában, ahol később a döntőbe is sikerült bejutniuk, igaz ott vereséget szenvedtek a Boltontól. A United az idő szorítása miatt más kluboktól próbált játékosokat igazolni. Felvetődött annak a lehetősége is, hogy a nemzetközi eltiltás miatt csapat nélkül tengődő Czibor Zoltán, Kocsis Sándor és Puskás Ferenc is az együtteshez kerül, de ez végül nem valósult meg. Matt Busby vezérletével a Manchester United kilábalt a tragédia okozta hatalmas sokkból és a sok éves kemény munka eredményeként, már a George Best, Denis Law és persze Charlton nevével fémjelzett garnitúrával 1968-ban a United – első angol csapatként – megnyerte a BEK-et.

### Áldozatok

#### A személyzet tagjai
- Kenneth „Ken” Rayment. Másodpilóta. A baleset után három héttel hunyt el, súlyos agykárosodás következtében,
- Tom Cable, légikísérő.

#### Utasok
A Manchester United játékosai
- Geoff Bent,
- Roger Byrne,
- Eddie Colman,

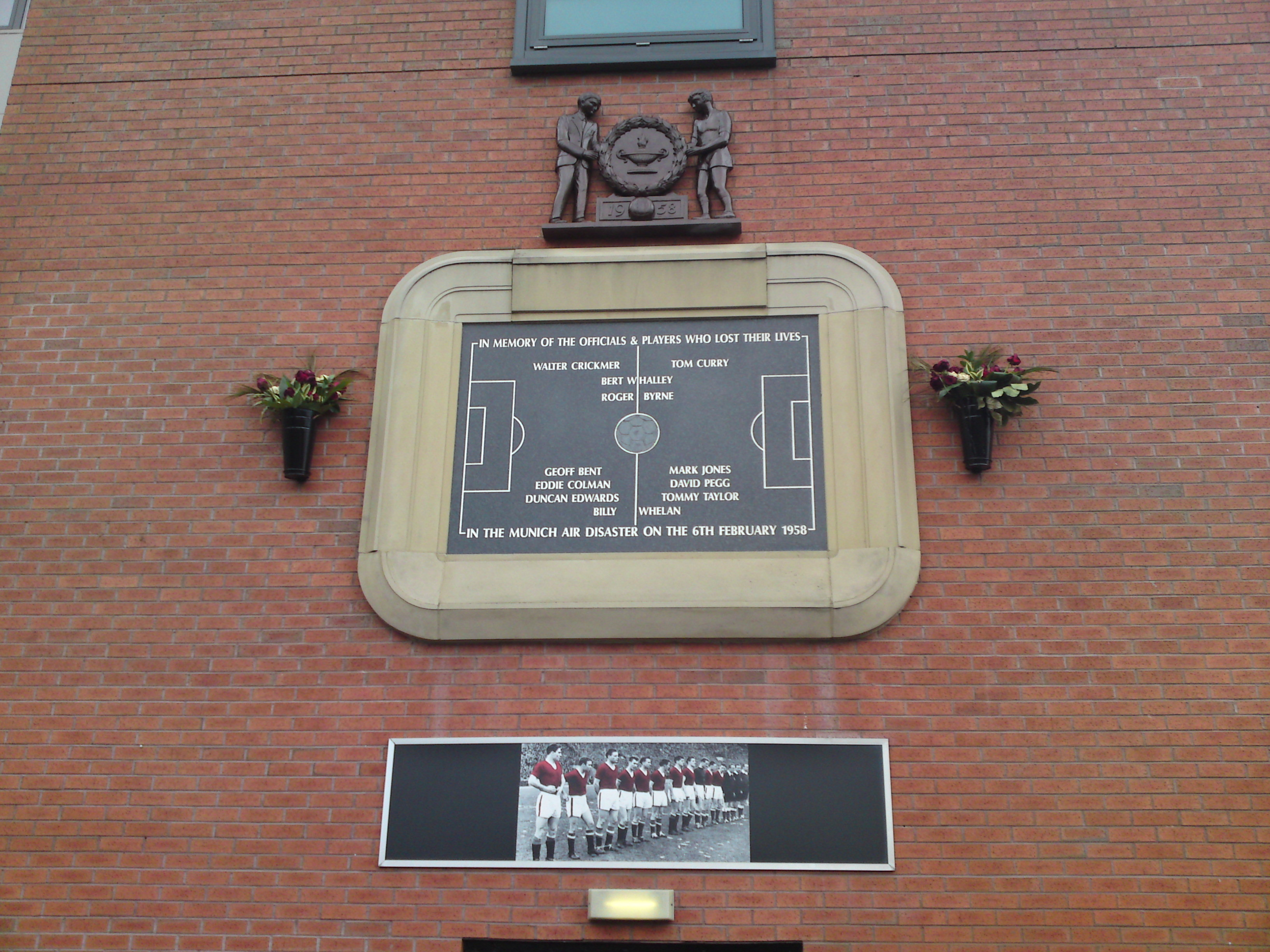
Emléktábla az Old Traffordon a müncheni légi katasztrófa áldozatainak emlékére

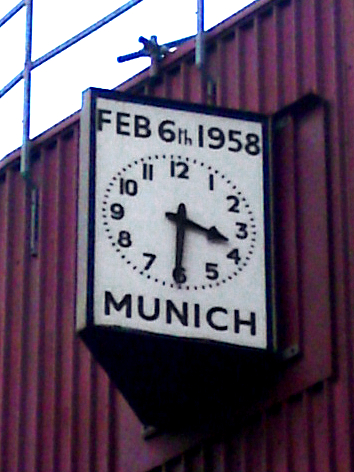
Müncheni óra az Old Trafford délkeleti sarkában

- Duncan Edwards (15 nappal később a kórházban hunyt el, veseelégtelenség következtében),
- Mark Jones,
- David Pegg,
- Tommy Taylor,
- Liam "Billy" Whelan.

A Manchester United stábtagjai
- Walter Crickmer klubtitkár,
- Tom Curry edző,
- Bert Whalley vezető edző.

Újságírók
- Alf Clarke, Manchester Evening Chronicle,
- Donny Davies, Manchester Guardian
- George Follows, Daily Herald,
- Tom Jackson, Manchester Evening News,
- Archie Ledbrooke, Daily Mirror,
- Henry Rose, Daily Express,
- Frank Swift, News of the World (Anglia és a Manchester City egykori kapusa; a kórházban hunyt el),
- Eric Thompson, Daily Mail.

Egyéb utasok
- Miklós Béla,
- Willie Satinoff, versenypálya-tulajdonos, Matt Busby közeli barátja.

### Emlékezete

#### Old Trafford
Az első emlékművet az Old Traffordon adták át, 1960. február 25-én. A plakett egy zöld pályán a stadion képét ábrázolja, fekete-arany üvegbe az elhunyt labdarúgók nevét vésték, míg a tetején két oldalon lehajtott fejű futballisták láthatók, az évszámmal: „1958”. Az átadáskor Matt Busby mutatta be az alkotást, amit J. Vipad alkotott, és 2100 fontba került.
Az elhunyt újságírók emléke előtt tisztelegve Frank Taylor vette át emlékplakettet a Labdarúgó-újságírók Szövetsége képviseletében. Az eredeti alkotást 1980-ban ellopták, jelenleg egy replika látható a sajtópáholy bejárata felett.
1960. február 25-én Dan Masden bemutatott egy emlékórát, melynek mutatói a tragédia pontos időpontjára, illetve dátumára emlékeztetnek. Ezt az emlékművet 1996-ban, Busby szobrának állításakor felújították, a szobrot később áthelyezték a keleti állványra, az óra és az emlékmű pedig az Old Trafford déli oldalán található meg.

#### München

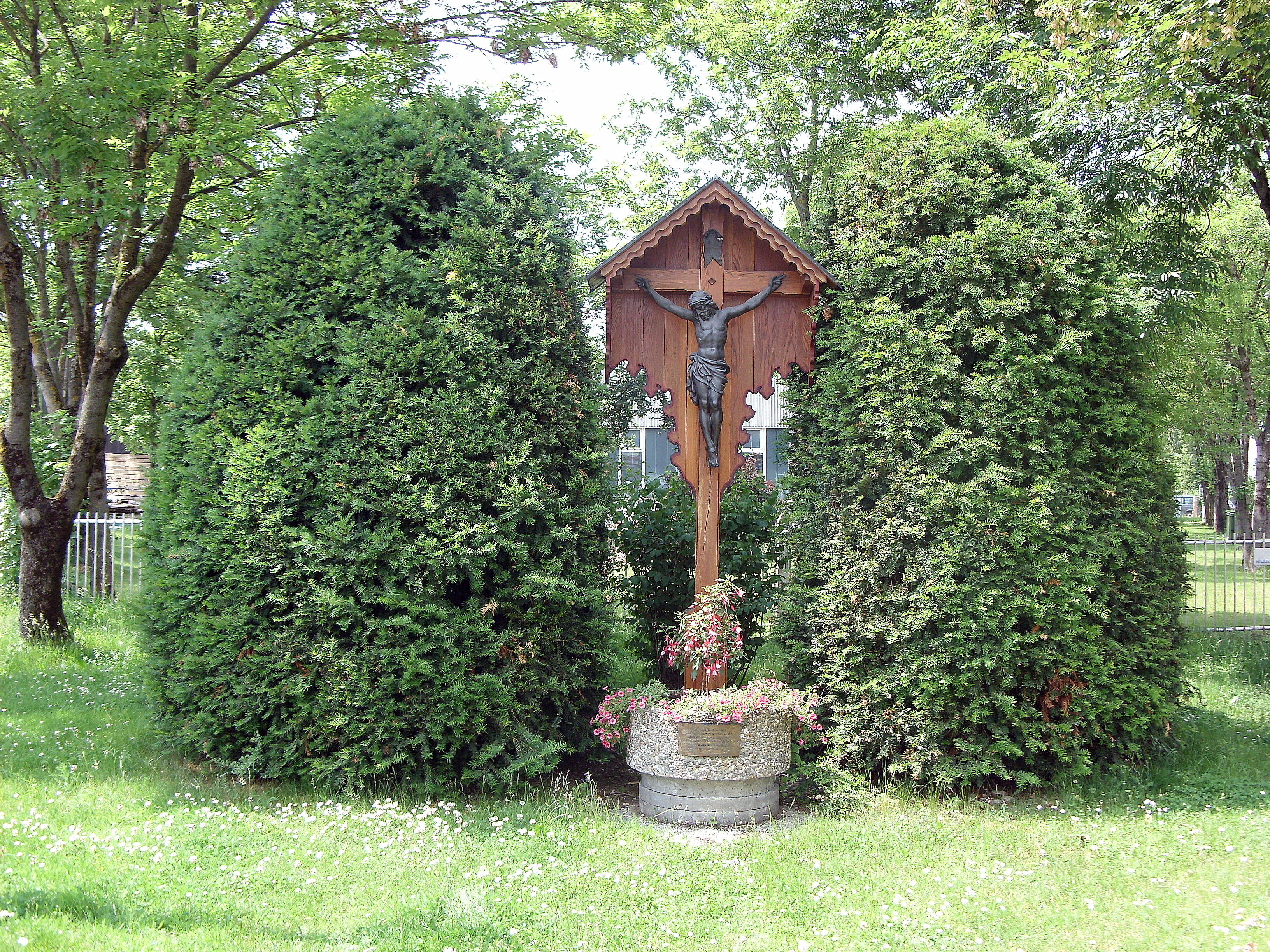
Fa emlékmű a Karatschstrasse és az Emplstrasse találkozásánál

Németországban két emlékmű található. Elsőként München külvárosában, Truderingben, a Karotschstrasse és az Emplstrasse találkozásánál állítottak egy fából készült, a megfeszített Jézust ábrázoló domborművet, virágokkal díszítve és az áldozatok nevének felsorolásával.
2004. szeptember 22-én a régi müncheni repülőtér mellett, az Emplstrasse és a Ruppenweg találkozásánál állítottak homokkőbe ágyazott márványtáblát. A rajta olvasható szöveget angol és német nyelven is belevésték: „Őrizzük azok emlékét akik 1958. február 6-án életüket vesztették!” Elkészülését anyagilag a Manchester United és Sir Bobby Charlton is támogatta.
2008. április 24-én a bajor városban Manchesterplatzot, azaz Manchester teret avattak. Az 57. évfordulón, 2015. február 6-án Charlton és Karl-Heinz Rummenigge emlékmúzeumot nyitott az Allianz Arénában.

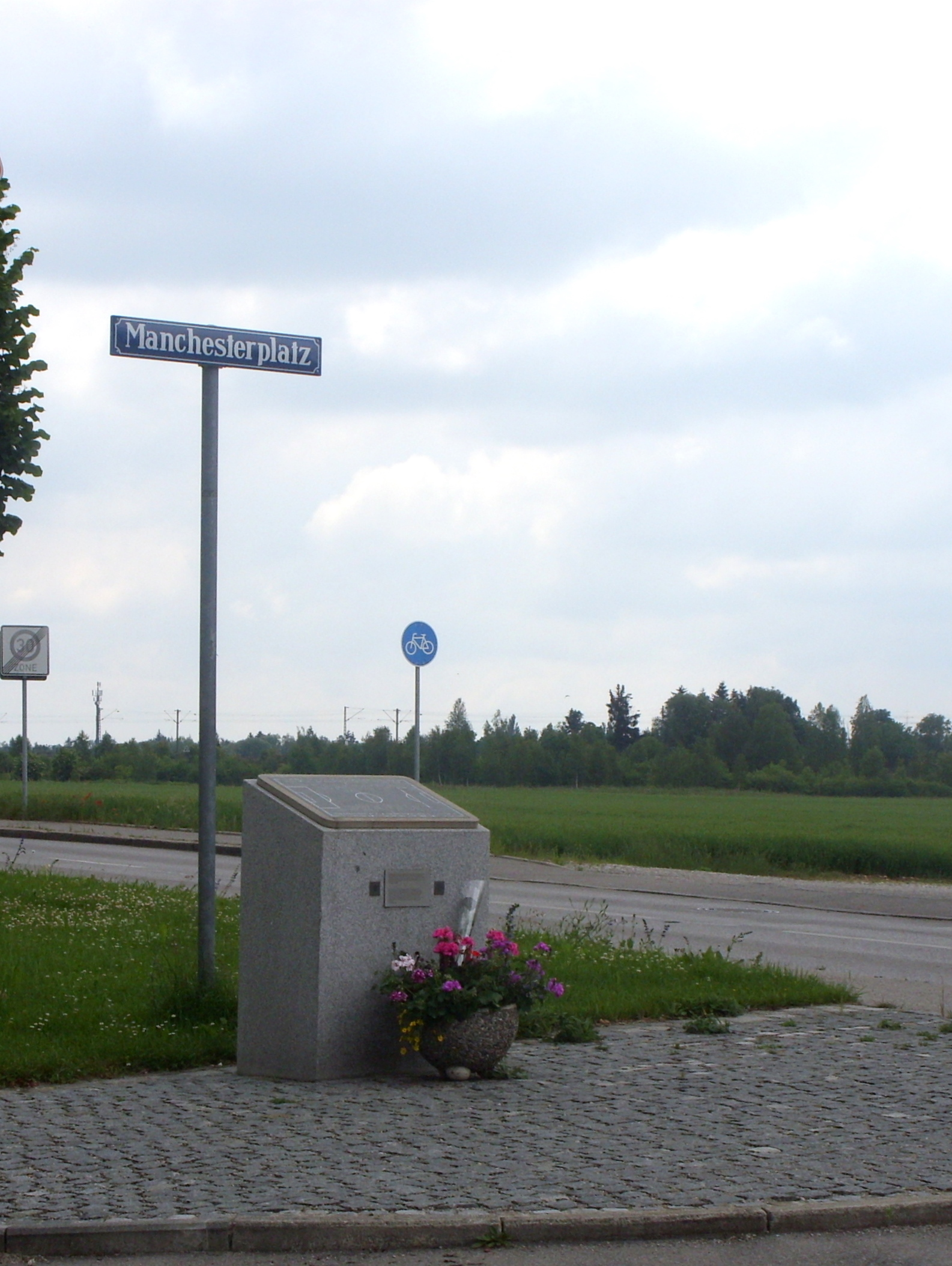
Emlékmű a müncheni reptér mellett

#### Belgrád
A Majestic Hotelben van egy kiállítási tárgyakkal teli kegyhely, ott, ahol a csapat megszállt a mérkőzés előtt. Ezek közé tartozik a 14 játékos által aláírt étlap, közte a nyolc áldozatéval, illetve egy fotó a csapatvacsoráról, valamint a mérkőzésre szóló belépők. 2006-ban az étlapot a brit nagykövet fia egy árverésen megvette.

#### 40. évforduló
1997 végén John Doherty, a klub egykori játékosa, aki a tragédia előtt nem sokkal igazolt el másik csapatba, azzal kereste meg a klub akkori elnökét, Martin Edwardsot, hogy az áldozatok emléke előtt adózva játsszanak emlékmérkőzést. Edwards bár vonakodott, közel a 40. évfordulóhoz meghirdették a mérkőzést, amit a nézők jegyvásárlás nélkül tekinthettek meg. Ellenfélként a Bayern München és az FK Crvena zvezda merült fel.
Éric Cantona, aki nem sokkal az előtt fejezte be profi pályafutását, kijelentette, hogy erre az egy mérkőzésre szívesen visszatérne. A találkozó időpontját éppen Cantona akkor kezdődő filmes karrierje és forgatásai miatt volt nehéz pontosítani, Edwards pedig azzal vádolta a franciát, hogy csak a reklámfogás miatt akar játszani. Végül a meccs bevételéből az áldozatok családjai egyenként 47 000 fontot kaptak, míg Cantona 90 000 fontot utalt egy külön az erre a célra létrehozott alap számlájára.
1998. február 7-én, egy nappal az évforduló után a United a Bolton Wanderersszel játszott bajnokit az Old Traffordban. A mérkőzés előtt mindkét csapat koszorút helyezett el a stadionban lévő emlékműnél. Nat Lofthouse, a Wanderers akkori elnöke és Bobby Charlton vezette ki a csapatokat. A mérkőzés egyperces gyászszünet után, 15:15-kor kezdődött.

#### 50. évforduló

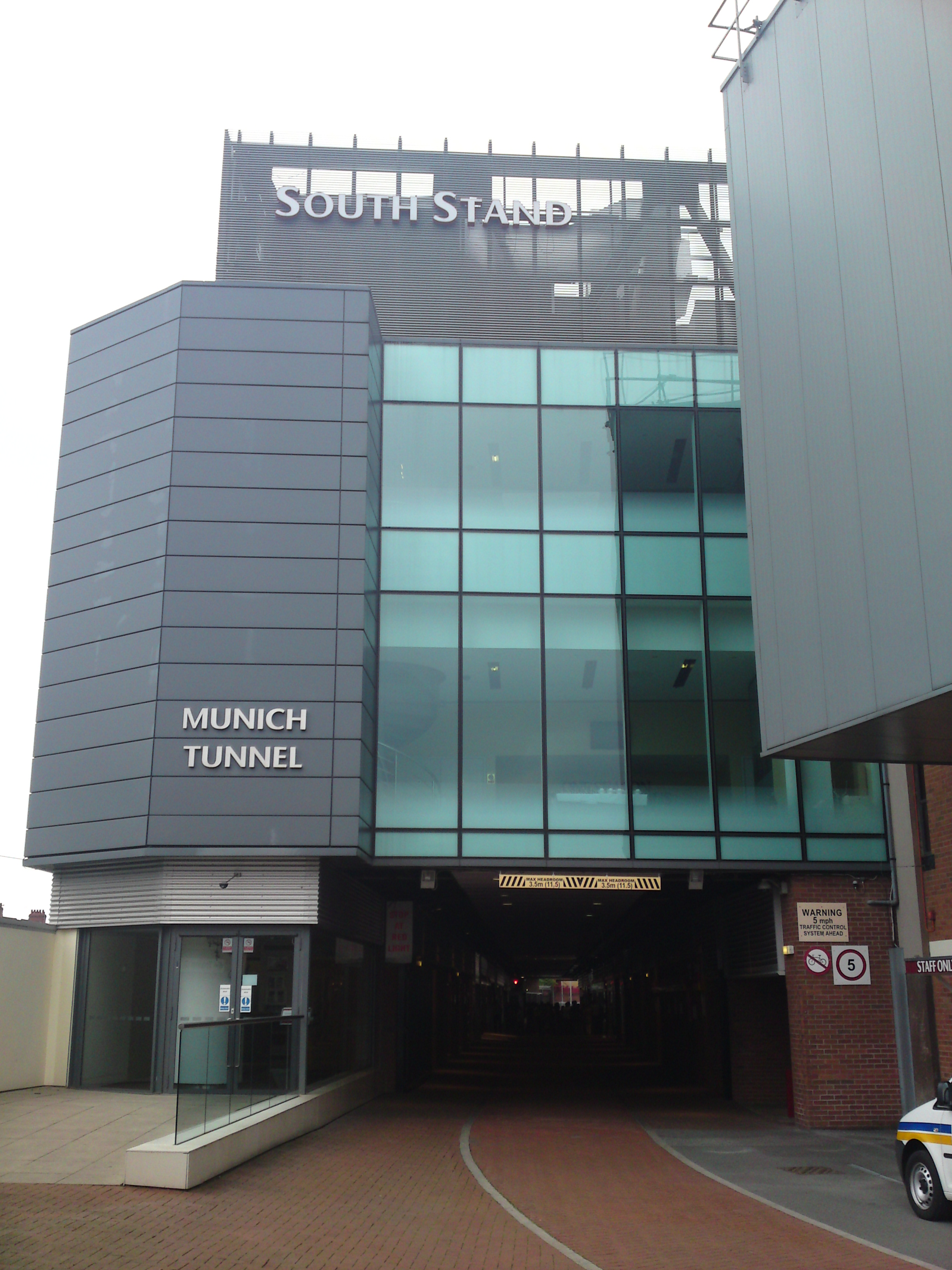
München alagút az Old Traffordon.

2008. február 6-án megemlékezést tartottak az Old Traffordon, a túlélőket pedig vendégül látták egy ünnepségen. A stadion déli részén ún. müncheni alagutat hoztak létre, ahol tárlat nyílt Busby Babes néven. Az alagút az esemény emlékeit tartalmazza.
Aznap Anglia a Wembley Stadionban Svájc válogatottját fogadta. A mérkőzés előtt kivetítőn a nyolc elhunyt labdarúgó fényképe volt látható, és ugyan voltak akik aggodalmaskodtak, hogy a United ellenfeleinek szurkolói miatt ez nem lesz lehetséges, a találkozó egyperces gyászszünettel kezdődött, az angolok pedig fekete gyászszalaggal a karjukon léptek pályára. Walesben, Írországban és Észak-Írországban szintén tartottak megemlékezéseket.
Február 10-én Manchester United–Manchester City városi rangadót rendeztek, s a két edző, Sir Alex Ferguson és Sven-Göran Eriksson megkoszorúzta a stadion emlékművét. A United játékosai név és szponzori felirat nélküli, 1-től 11-ig számozott mezekben léptek pályára, ahogy az 1950-es években szokásos volt. Kevin Parker, a City szurkolói csoportjainak vezetője a mérkőzés előtt azt javasolta, hogy egyperces tapssal emlékezzenek, azonban ezt az ötletet elvetették, mondván nem méltó az alkalomhoz.
Az összecsapást végül 2–1 arányban a Manchester City nyerte Darius Vassell és Benjani góljával.

### Művek, amik a tragédia emlékét őrzik

#### Zene
Az első, az eseményekről megemlékező zeneszám a The Flowers of Manchester című dal volt. Ismeretlen szerző műve, Eric Winter publikálta a Sing nevű zenemagazinban. A szám később a liverpooli folkegyüttes, a The Spinner 1962-es Quayside Song Old and New albumán volt hallható. Morrissey, a manchesteri születésű előadó először Münich Air Disaster, 1958, majd 2004-ben Irish Blood, English Heart címmel írt dalt az elhunytak emlékére.

#### Film
2004-ben Barry Navidi egy Hollywoodban bemutatásra szánt filmen dolgozott, amely a müncheni légi katasztrófa történéseit tárja fel. 2005. április 22-én a Manchester Evening News arról számolt be, hogy a túlélők aggódnak a film hitelessége miatt. Bill Foulkes szerint az alkotás méltó emléket állít a következő generációk számára, a túlélő Harry Gregg azonban fenntartását fejezte ki a filmmel kapcsolatban, hogy az nem sérti-e az elhunytak családjainak jogait. John Doherty szerint a film hazugságokkal teli és csak a pénz miatt forgatták le, mint mondta: „hogy tudná valaki az ott történteket hitelesen bemutatni, ha nem is volt jelen az eseményekkor?”

#### Televízió
2006. január 10-én a BBC dokumentumfilmet vetített A katasztrófa túlélői címmel. Albert Scanlon egykori United-szélső szerint tele volt pontatlanságokkal, például Jimmy Murphyt, aki 1958. február 6-án Cardiffban a walesi válogatottat irányította, a dokumentumfilm az események túlélőjeként ábrázolta.
2008. február 6-án, az 50. évforduló alkalmával több tévétársaság megemlékező kisfilmet adott le, így például a MUTV,
vagy a BBC, utóbbi csatorna a One Life sorozatuk részeként.
2011-ben United címmel tévéfilm készült, melynek írója Chris Chibnall, rendezője James Strong volt. A mű jó kritikát kapott, főleg a Jimmy Murphyt alakító David Tennant színészi játékát ismerték el. A filmet abban az évben jelölték a Prix Európa Legjobb európai tévéfilmje díjára. Matt Busby fia kritizálta az alkotást édesapja ábrázolása miatt.
A kanadai Mayday TV-sorozat 2011 decemberében első adásában szintén a témával foglalkozott.

#### Egyéb
Az University of Salford Eddie Colmanról nevezte el egyik kollégiumát. Colman 1936-ban Salfordban született. Newton Heathben egy kisebb úthálózat útjait a nyolc elhunyt játékosról nevezték el, így megtalálható a Bryne, Pegg, Bent, Colman, Whelan, Taylor és Jones út is, míg Duncan Edwards nevét egy idősek otthona is viseli a közelben. Edwardsról szülővárosában, Dudleyban is utcát neveztek el, valamint szobrot állítottak az emlékére.

## Fordítás
Ez a szócikk részben vagy egészben  a   Munich air disaster című angol Wikipédia-szócikk fordításán alapul.  Az eredeti cikk szerkesztőit annak laptörténete sorolja fel. Ez a jelzés csupán a megfogalmazás eredetét és a szerzői jogokat jelzi, nem szolgál a cikkben szereplő információk forrásmegjelöléseként.